# Ophthalmolabus janthinus
Ophthalmolabus janthinus es una especie de coleóptero de la familia Attelabidae.

## Distribución geográfica
Habita en Madagascar y Comoras.